# 강화 오상리 고인돌군
강화 오상리 고인돌군(江華 鰲上里 고인돌群)은 인천광역시 강화군 내가면 오상리에 있는 고인돌 군이다. 1999년 4월 26일 인천광역시의 기념물 제47호로 지정되었다.

## 개요
오상리 고인돌은 1972년에 1기가 알려져 경기도 기념물로 지정되었으나 그 이후에 자세한 보고는 없다가 1990년대 초에 『강화도 고인돌무덤(지석묘)조사연구』를 통해 이 고인돌이 있는 오상리 산125번지 일대를 자세하게 조사하여 잡목과 잡초가 우거진 사이에서 10기에 가까운 고인돌을 더 찾아냈다. 이 지역의 고인돌은 덮개돌은 부분적으로 손질한 흔적이 있고, 평면 형태는 모두 판돌형(板石形)이다. 덮개돌의 크기는 기념물로 지정된 내가 고인돌이 길이 335cm로 가장 크고 나머지는 길이가 130∼260cm로 다양한 편이다. 돌방(石室)은 돌널형태의 모습이고, 고임돌이나 막음돌을 세울 때 튼튼하게 하기 위하여 주변에 쐐기돌을 사용하였다. 돌방의 바닥은 거의 대부분 맨바닥을 그대로 사용하였고 1·4·9호 고인돌은 판돌이나 깬돌[할석]이 깔려 있었다.

## 참고 문헌
- 오상리고인돌군 - 국가유산청 국가유산포털